# Kaatsen bei den Olympischen Spielen
Kaatsen oder Friesischer Handball war bisher lediglich einmal im Rahmen des inoffiziellen Programms bei den Olympischen Sommerspielen 1928 in Amsterdam vertreten.
Zur Demonstration der Sportart fand nur ein einziges Spiel für Männer statt. Der niederländische Verband für Kaatsen ernannte zwei Teams, eines aus den Provinzen Nord- und Süd-Holland und eines aus Friesland – der Provinz, in der der Sport am beliebtesten ist. Das Spiel, fand am 11. Juni 1928 auf dem Cricketplatz vor dem Olympiastadion Amsterdam statt und endete letztlich 6:4.
| Die Athleten waren: für Nord- und Südholland Gerrit van der Meulen Rintje Wijngaarden Sjoerd Harkema für Friesland Ids Jousma Hendrik Jepma Reinder Terpstra |